# بخش رم (شهرستان لارنس، اوهایو)
بخش رم (به انگلیسی: Rome Township) یک منطقهٔ مسکونی در ایالات متحده آمریکا است که در شهرستان لارنس، اوهایو واقع شده‌است.
 بخش رم ۸۸٫۱ کیلومتر مربع مساحت و ۸٬۸۹۲ نفر جمعیت دارد و ۲۳۹ متر بالاتر از سطح دریا واقع شده‌است.